# 千沢楨治
千沢 楨治（ちざわ ていじ）は東京出身の美術史学者であり、山梨県立美術館の初代館長を務めた。正四位、勲三等瑞宝章受章。義兄に東京大学名誉教授で「平成」の名付け親とされる山本達郎。

## 経歴
1912年（大正元年）9月23日、東京の千葉直五郎と妻・長の間に二男として生まれる。楨治は満24歳の1936年（昭和11年）12月に跡継ぎの居なかった伯父・千沢平三郎の養子となり、翌1937年に家督を相続。同年、東京帝国大学の文学部美術史学科を卒業した。その後、1941年（昭和16年）3月まで同学科研究室の副手を、1944年3月まで同助手を務める。同年4月に帝室博物館の鑑査官補、1947年（昭和22年）4月からは東京国立博物館の文部技官となり、1974年（昭和49年）3月に満61歳で退官するまでの間、同博物館の彫刻室長、東洋館開設準備室長、美術課長、学芸部長などを歴任した。また1963年（昭和38年）にはカンボジア王国よりコマンドール・ド・モニサラポン勲章（Commander of the Royal Order of Monisaraphon）を受けている。
退官翌年の1975年（昭和50年）4月には町田市立博物館の館長に就任し、1982年（昭和57年）3月まで同職を務めた。また1976年（昭和51年）からの山梨県立美術館・開設準備顧問を経て1978年8月、山梨県立美術館の初代館長に就任。ミレーを中心としたバルビゾン派作品の収集に努めた。楨治は1941年から40年以上教鞭をとった東京女子大学をはじめ、実践女子大学、東京大学、明治大学、学習院女子短期大学、青山学院女子短期大学で講師を務め、上智大学においては1973年から1977年まで講師を、同年から1983年（昭和58年）までは教授を務めている。
専門は日本美術史で、特に彫刻および琳派に関しての造詣が深い。上智大教授を退任翌年の1984年（昭和59年）4月21日、楨治は急性心不全のため東京都渋谷区の日赤医療センターで死去した。享年71。美術史学会及び美術評論家連盟会員、全国美術館協議会理事。同年10月、山梨県政特別功績者表彰を受けた。

## 家族・親族
- 千沢平三郎 - 養父、1869年（明治元年12月）生まれ。大阪の観世流能師・橋岡家の長男に生まれる[注釈 2]。1890年ごろ恒岡憲之助、大西亮太郎と3人で東京の宗家へ修行に出たが、能楽衰退期だったため芸事を諦め実業家を志し[7]、1895年に東京市下谷区で銀行業を営む千澤専助の長女・正（まさ、1878年生）と結婚し婿養子となった。大日本炭鉱常務取締役[8]、大正興業監査役[注釈 3]ほか、多くの企業で役員を務める[注釈 4]。1933年（昭和8年）に家督を相続、子が無かったため1936年に甥の楨治を養嫡子に迎えた[11]。第二次大戦後まもなく没す。

- 頼子 - 妻、1919年（大正8年）9月生まれ。松村眞一郎の長女。女子学習院卒業。叔父の広幡忠隆は皇后宮大夫兼侍従次長を務めた。

- 千沢治彦 - 長男、1939年（昭和14年）7月生まれ。学習院大学政経学部及び米国アマースト大学卒業後、東京銀行に入り北米部長を務めた。1993年（平成5年）に宮内庁侍従職を、2005年に侍従次長を拝命。妻は第百生命保険の社長を務めた川崎稔の長女・泰子[12]。

- 千沢忠彦 - 二男、1941年（昭和16年）8月生まれ。慶應大学経済学部を卒業し富士電機製造勤務。

- 千沢昭彦 - 三男、1943年（昭和18年）10月生まれ。学習院大学法学部を卒業し日本石油勤務。妻は日向延岡藩主の家系で子爵・内藤政道[注釈 5]の四女・忠子[4]。

- 千澤専助 - 母方の祖父、1857年（安政4年）生まれ。1882年（明治15年）に幼名・重次郎を改め専助とする。米穀商、下谷銀行頭取、東京市会議員[14]。妻は田中長兵衛の長女・うた（1861年生）。

- 中大路氏道 - 伯父、1872年（明治5年）9月生まれ。釜石製鉄所第二代所長、三陸汽船及び流山鉄道社長。妻は千澤専助の二女・清（1883年生）。

- 村田三郎 - 叔父、1888年（明治21年）5月生まれ。1914年に東京高商を卒業し田中鉱山に入社[注釈 6]。1932年（昭和7年）に大正興業、1946年（昭和21年）には流山鉄道の社長に就任した。妻は千澤専助の四女・経子（1898年生）[注釈 7]。

- 千葉直五郎 - 実父、1888年（明治21年）2月生まれ。たばこ三兵衛の一人として知られた千葉松兵衛の長男であり、1926年（大正15年）に家督を継いだ。池貝鉄工所監査役[17]。

- 長 - 実母、1891年（明治24年）3月生まれ。千葉直五郎に嫁ぐ[注釈 8]。千澤専助の三女であり、二代目・田中長兵衛の姪。

- 千葉常五郎 - 実兄、1911年（明治44年）9月生まれ。千葉直五郎の長男。慶應大学卒業。妻の京子は子爵・鍋島直庸の長女。

- 松村眞一郎 - 義父、1880年（明治13年）生まれ。京都出身で東京帝大法科を出て農商務省へ。後に貴族院議員及び参議院議員を務めた。

- 山本達郎 - 義兄、1910年（明治43年）生まれ。松村眞一郎の二男であり、祖父・山本達雄の養子に入る。文化勲章受賞。

- 松村康平 - 義兄、1917年（大正6年）生まれ。お茶の水女子大学教授。父は松村眞一郎。

- 倉知善吉 - 義弟、1911年（明治44年）生まれ。住友信託銀行取締役。妻は松村眞一郎の二女・治子[19]。

## 著書

### 単著
- 『金銅仏』大日本雄弁会講談社、1956年7月。 NCID BN05341795。全国書誌番号:56011561。
- 『光琳 = Korin』(日本の名画：原色版) 平凡社、1957年9月。 NCID BA53085388。

### 編書
- 『カンボジア王国秘宝展』毎日新聞社、1963年。 NCID BN05185929。
- 『宗達』(日本の美術, No.31) 至文堂、1968年。 NCID BN09849667。
- 『光琳』(日本の美術, No.53) 至文堂、1970年10月。 NCID BN10544791。
- 『酒井抱一』(日本の美術, No.186) 至文堂、1981年11月。 NCID BN10158233。